# Gösta Pettersson
Gösta Artur Roland Pettersson (23 de novembro de 1940, Alingsås) é um ex-ciclista profissional sueco. Foi medalhista nos Jogos Olímpicos de Verão de 1964 e nos Jogos Olímpicos de Verão de 1968.
Foi o vencedor do Giro d'Italia em 1971 .